# 聲情記事
《聲情記事》(英語：Voicenotes) 是美國歌手查理·普斯的第二張錄音室專輯，這張專輯由Artist Partner Group和大西洋唱片於2018年5月11日發行。這張專輯幾乎全部由查理·普斯自行製作。
發行後，這張專輯在商業上取得了成功，在Billboard200大專輯榜上排名第4，其中的《Attention》和《How Long》在Billboard百強單曲榜上分別排名第5位和第21位；在第 61 屆格萊美獎中，專輯獲格萊美最佳非古典工程獎提名。這張專輯獲得了評論家的積極評價：他們稱讚了成熟的歌曲創作、復古風格的製作和普斯的演唱表現。評論普遍認為，相較於普斯的首張專輯《天馬行空》（英語：Nine Track Mind），《聲情記事》在創作和製作上有所進步。
查理·普斯於2018年7月至8月在北美展開Voicenotes巡迴演唱會，以支持專輯在北美地區的影響。